# Sope

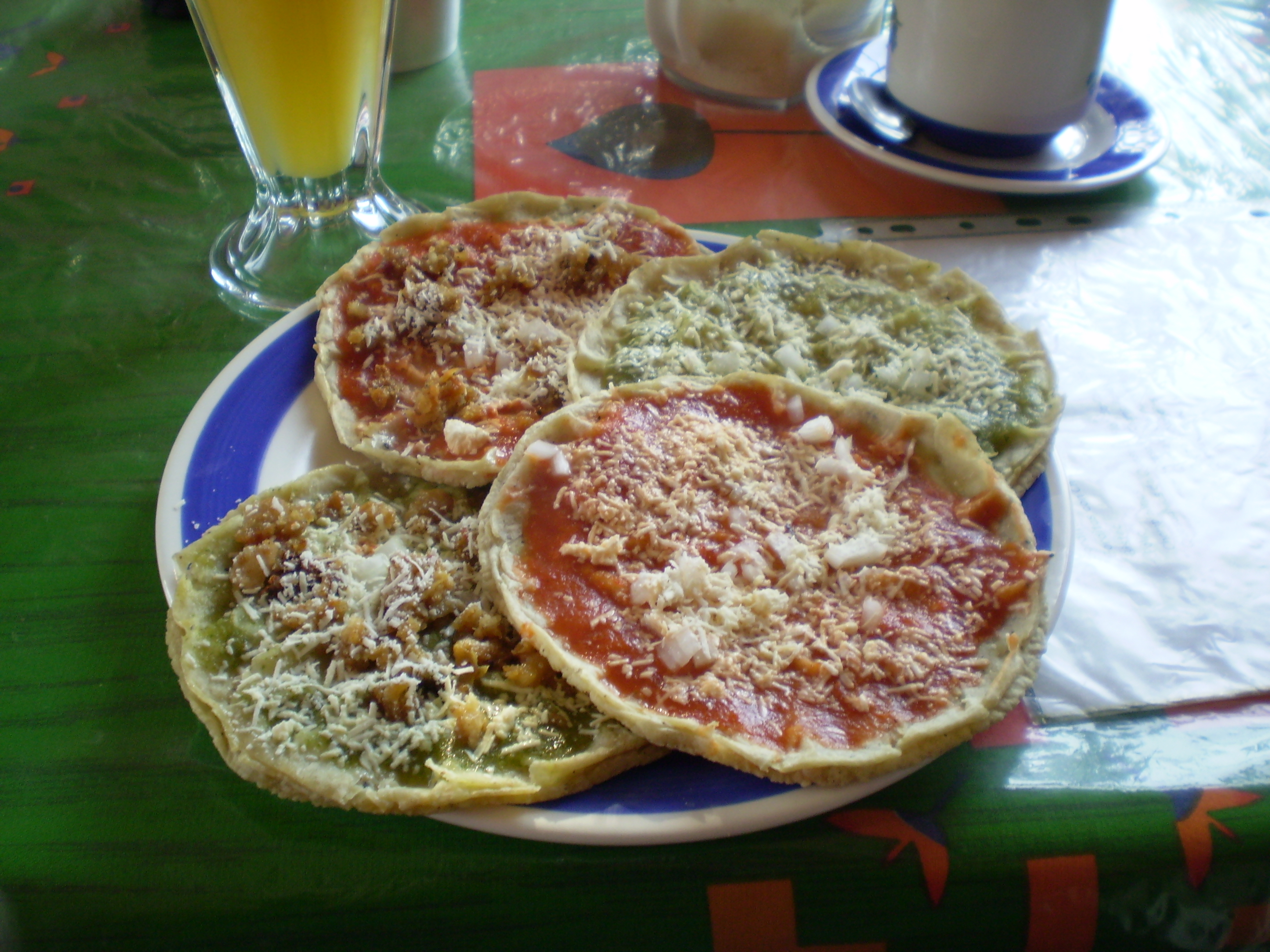

Sope är en mexikansk maträtt som består av en friterad majsdeg, på vilken man lägger varierande ingredienser som kyckling, såser, gräddfil, grönsaker och naturligtvis chili.